# Čepno
Čepno – wieś w Słowenii, gmina Pivka. 1 stycznia 2017 liczyła 49 mieszkańców.